# Last Sentinel
Last Sentinel is een Ests-Britse sciencefictionfilm uit 2023 geregisseerd door Tanel Toom. De opnames vonden plaats bij de Maunsell-forten en in de Baai van Tallinn. Op het Haapsalu Horror & Fantasy Film Festival won het de prijs voor de beste sciencefictionfilm. Desondanks ontving de film overwegend negatieve recensies. De Los Angeles Times bechreef het als "een film meer gefocust op de boodschap die het over wil brengen dan spanning creëren."

## Plot
Een peloton soldaten zit vast op een verlaten militaire basis op een nabije toekomstige Aarde, in afwachting van aflossing of de vijand, afhankelijk van wat zich het eerst voordoet.

## Rolverdeling
- Kate Bosworth als Cpl. Cassidy
- Lucien Laviscount als Pvt. Sullivan
- Martin McCann als Pvt. Baines
- Thomas Kretschmann als Sgt. Hendrichs